# چهتری
چهتری (کشتری، کشتری، کشتری یا چتری)، (به نپالی: खट्री؛ IAST: Kṣetrī) سخنوران نپالی جامعه Khas هستند که برخی از آنها منشأ خود را به مهاجرت از مدیاء می‌رسانند.
چهتری‌ها به‌طور سنتی بخشی از مردم خاص با خاص برهمین (که معمولاً خس باهون نامیده می‌شود) در نظر گرفته می‌شدند. طبق سرشماری نپال در سال ۲۰۲۱، آنها ۱۶٫۴۵٪ از جمعیت نپال را تشکیل می‌دهند که آنها را به پرجمعیت‌ترین طبقه یا جامعه قومی در نپال تبدیل می‌کند. چتری‌ها به یک زبان نپالی هندوآریایی به عنوان زبان مادری صحبت می‌کنند.